# Tropinon
Tropinon je alkaloid. Robert Robinson je 1917. izveo čuvenu sintezu tropinona. On je sintetički prekurzor atropina, deficitarne robe tokom Prvog svetskog rata. Tropinon i alkaloidi kokain i atropin imaju zajedničku tropansku osnovu.

## Sinteza
Prvu sintezu tropinona je izveo Rišard Vilstater 1901. Početni materijal je bio naizgled srodni cikloheptanon, ali je bilo potrebno mnogo koraka da se uvede azotni most. Sveukupni prinos sinteze je samo 0,75%. Vilstater je ranije sintetisao kokain iz tropinona, što je bila prva sinteza i evaluacija strukture kokaina.
Robinsonova sinteza iz 1917 se smatra klasikom totalne sinteze zbog njene jednostavnosti i biomimetičkog pristupa. Tropinon je biciklični molekul, dok su reaktanti za njegovu pripremu relativno jednostavni: sukcinaldehid, metilamin i acetondikarboksilna kiselina (ili čak aceton). Sinteza je dobar primer biomemetičke reakcije zato što biosinteza koristi iste gradivne blokove. Ona takođe demonstrira tandem reakciju, sintezu u jednoj posudi. Prinos sinteze je 17%, a sa kasnijim poboljšanjima premašuje 90%.

## Spoljašnje veze
- MSDS za tropinon Архивирано на веб-сајту  (18. октобар 2020)
- Razne sintetičke procedure tropinona